# Petronila Gaú
Petronila Gaú fue una heroína de guerra dominicana, una de las tres mujeres registradas como participantes en el campo bélico durante las luchas de Independencia de la República Dominicana. Se destacó como combatiente en la Batalla de Sabana Larga. Cuando comenzaron a escasear las balas para los fusiles, durante la batalla, Petronila Gaú arremetió con piedras contra el ejército invasor, ganándose el respeto y reconocimiento de sus compañeros.

## Primeros años
No se sabe con certeza su fecha de nacimiento, pero se reconoce a Monte Llano, una jurisdicción de Sabaneta (actual provincia de Santiago Rodríguez) como su lugar de nacimiento. De acuerdo al último gobernador español de este período, José de la Gándara, Sabaneta, ubicada en la zona fronteriza, contaba con una población de seis mil habitantes. Al momento de las batallas libertadoras, Petronila Gaú se dedicaba al cultivo de la tierra junto a su familia.

## Aportes en el campo de batalla
Participó directamente en las batallas haciendo uso del fusil, como parte de las tropas comandadas por el Jefe Militar de la Frontera Norte Luis Franco Bidó, en la decisiva y última batalla contra el ejército haitiano, bajo las órdenes directas del Coronel José Ungría. También participó en el asalto final en Sabana de Jácuba.
Con su actuación ayudó a salvar vidas, pues al mismo tiempo que peleaba, Petronila Gaú socorrió a los heridos y animaba las tropas.
Al finalizar la guerra, regresó a su pueblo natal donde continuó con sus labores agrícolas. En honor a su heroísmo y valentía, hoy, una calle de San Ignacio de Sabaneta lleva su nombre.